# Курськ (присілок)
Курськ (рос. Курск) — присілок у Волосовському районі Ленінградської області Російської Федерації.
Населення становить 217 осіб. Належить до муніципального утворення Большеврудське сільське поселення.

## Історія
Від 1 серпня 1927 року належить до Ленінградської області.

## Населення
| 1838 | 1848 | 1862 | 1997 | 2007 | 2010 | 2013 |
| ---- | ---- | ---- | ---- | ---- | ---- | ---- |
| 31   | ↘29  | ↗64  | ↗168 | ↘160 | ↗230 | ↘213 |
| 2014 | 2017 |      |      |      |      |      |
| ↗225 | ↘217 |      |      |      |      |      |